# Сторожев, Анатолий Дмитриевич
Анатолий Дмитриевич Сторожев (1933—2007) — первооткрыватель нефтяных месторождений, лауреат Ленинской премии (1970).

## Биография
Родился 31.01.1933 в Уфе.
Окончил Свердловский горный институт (1955).
- 1955—1956 лаборант, инженер-гидрогеолог гидрологической партии Тюменской ГПЭ.
- 1956—1960 старший гидрогеолог, начальник партии по опробованию скважин Березовской КГРЭ.
- 1960—1966 главный геолог Шаимской НРЭ.
- 1966 начальник Кондинской НРЭ.
- 1966—1975 начальник производственного отдела по освоению скважин Главтюменьгеологии.
- 1975—2000 руководитель отдела, зав. отделом, зав. отделением промысловой геологии и геофизики института, ведущий научный сотрудник ЗапСибНИГНИ.
- 2000—2002 ведущий научный сотрудник ЗапСибБурНИПИ.

Кандидат геолого-минералогических наук (1972).
При его участии открыты месторождения в Березовском газоносном и Шаимском нефтеносном районах.
За открытие крупных месторождений нефти в Среднем Приобье и ускоренную подготовку промышленных запасов в составе коллектива в 1970 г. присуждена Ленинская премия. Награждён орденом «Знак Почёта» (1966), медалями «За доблестный труд. В ознаменование 100-летия со дня рождения В. И. Ленина» (1970), «За освоение недр и развитие нефтегазового комплекса Западной Сибири» (1984), «Ветеран труда» (1984). Отличник разведки недр (1983). Первооткрыватель месторождения (1970, Шаимская группа).